# 9943 Bizan

9943 Bizan

9943 Bizan eller 1989 UG3 är en asteroid i huvudbältet som upptäcktes den 29 oktober 1989 av de båda japanska astronomerna Toshimasa Furuta och Masayuki Iwamoto vid Tokushima. Den är uppkallad efter det japanska berget Bizan.
Asteroiden har en diameter på ungefär 6 kilometer.